# Chrysolina fuliginosa
Chrysolina fuliginosa là một loài bọ cánh cứng trong họ Chrysomelidae. Loài này được Olivier miêu tả khoa học năm 1807.